# Concha Pérez
Concha Pérez (Valladolid, 1969) es una fotógrafa española residente en Madrid.

## Biografía
Estudió en la Universidad Complutense de Madrid la carrera de Bellas Artes. Sus fotografías se centran en el espacio, principalmente público y urbano y se encuentran en colecciones tanto de museos de arte contemporáneo españoles (MUSAC de León, Patio Herreriano de Valladolid, IVAM de Valencia y Museo de Bellas Artes de Santander) como de instituciones públicas y privadas (Ayuntamiento de Alcorcón, Comunidad de Madrid, L'Oréal, MANGO, Coca-Cola, Caja Madrid).
Ha participado en exposiciones colectivas como 12.ª Muestra Internacional de Arte Gas Natural Fenosa en La Coruña (2012), SWAB. Contemporary Art Fair BCN en Barcelona (2011), Seoul Photo Festival en el Seoul Museum of Art (2011), Ficciones y Realidad en MMOMA, Moscú (2011), etc. y ha expuesto en solitario en diversas ocasiones con muestras como Play Room. Galería My Name's Lolita Art. Madrid (2011), Lo que nos queda. ADN Galería. Barcelona (2009), Explotaciones. My Name's Lolita Art. Madrid (2008), Abandonos. My Name's Lolita Art. Valencia (2008), Refugios/Ausencias/Abandonos. ADN Galería Barcelona (2007)., etc.

## Premios
A lo largo de su carrera, Concha Pérez ha sido galardonada con diversos premios, entre los que se encuentran:
- 2008. Accésit. Concurso de fotografía Marqués Valle de Tena.
- 2004. Beca GENERACIONES 2004. Caja Madrid.
- 2003. 1er Premio XIX Concurso L'Oréal.